# Leslie Browne
Leslie Browne (* 29. Juni 1957 in New York City) ist eine US-amerikanische Balletttänzerin und Filmschauspielerin, die für ihren Debütfilm Am Wendepunkt sowohl für den Oscar als beste Nebendarstellerin als auch den Golden Globe Award für die beste Nebenrolle nominiert war.

## Biografie
Die Tochter des Tänzers und Schauspielers Kelly Browne studierte nach dem Schulbesuch Drama am Schauspielerausbildungsinstitut HB Studio in Greenwich Village in New York City und war anschließend von 1976 bis 1993 beim American Ballet Theatre als Ballerina tätig.
1977 spielte sie im Film Am Wendepunkt ihres Patenonkels, des Choreografen und Filmregisseurs Herbert Ross, als „Emilia Rodgers“ ihre erste Filmrolle und wurde bei der Oscarverleihung 1978 für den Oscar als beste Nebendarstellerin nominiert. Darüber hinaus wurde sie 1978 auch für den Golden Globe Award für die beste Nebenrolle nominiert.
Nach einem Auftritt in einer Folge der Fernsehserie Happy Days (1978) spielte sie anschließend in zwei weiteren von Herbert Ross inszenierten Tanzfilmen und zwar in Nijinsky (1980) und Giselle – Dancers (1987).
Ihr Bruder ist der Fernsehproduzent Kevin Kelly Browne.